# Kamauaua
Kamauaua (havajski Kamauʻaʻua) bio je vladar havajskog ostrva Molokaija (drevni Havaji). On je prvi poznati vladar tog ostrva. Njegova titula je „veliki poglavica” (ili „kralj ostrva”; havajski Aliʻi Nui).
U doba Kamauaue živeo je poglavica Paumakua od Oahua.

## Biografija
Nije poznato kada je Kamauaua rođen ni je li uopšte rođen na Molokaiju; isto tako, imena njegovih roditelja su nepoznata. (Živio je u 10. ili 11. veku.)
Prema drevnim legendama, on potiče od poglavice zvanog Nanaulu, koji je bio sa Tahitija.
Supruga Kamauaue bila je poglavarka Hinakeha, nazvana po havajskoj boginji Meseca. Ona je Kamauaui rodila četiri sina. Ovo je lista tih sinova:
- Kaupeepeenuikauila
- Keoloevaakamauaua[6]
- Haili
- Ulihalanui

Premda je Kaupeepeenuikauila bio najstariji sin i trebalo je da bude naslednik svog oca, on je prepustio presto svom mlađem bratu te je tako Keoloevaakamauaua postao kralj Molokaija nakon smrti Kamauaue.
Slavna unuka Kamauaue bila je kraljica Kapauanuakea.